# 광주정보문화산업진흥원
광주정보문화산업진흥원은 IT기반 문화산업의 비전을 제시하고 전략을 실행하여 스타브랜드 창출과 기업을 육성하기 위해 설립된 재단법인이다. 광주광역시 서구 천변좌로 268 KDB생명빌딩 19층에 위치했었다. 현재는 광주 남구 송암로 60 광주CGI센터 3층에 위치하고 있다.

## 연혁
- 2002년 5월 재단법인 광주정보·문화산업진흥원 설립 발기인 대회
- 2002년 6월 재단법인 광주정보·문화산업진흥원 설립 허가(정보통신부)
- 2003년 1월 광주멀티미디어기술지원센터, 광주영상예술센터 위탁 운영
- 2003년 5월 디지털영상디자인기술지원센터(D4D) 개소
- 2004년 2월 광주·전남 영상문화진흥협의회 발족.
- 2004년 5월 정보문화포럼 총회 및 정기포럼 개최. 광주·전남 영상문화진흥협의회 총회 및 사무실 개소식. 한국게임사관학교 유치
- 2004년 7월 광주영상문화관 개관
- 2009년 11월 CGI센터 기공식.
- 2010년 2월 광주영상복합문화관 개관
- 2010년 12월 광주 스마트 모바일 앱개발지원센터 개소

## 조직

### 이사회
- 이사
- 감사

### 원장
- 경영기획팀
  - 정책기획팀
  - 경영지원팀
- 산업지원본부
  - SW융합팀
    - 스마트모바일앱개발지원센터
    - 광주SW지원센터
    - 지식데이터지원센터

  - 콘텐츠산업팀
- 기반운영본부
  - 기반조성팀
    - 광주CGI센터
    - 콘텐츠산업지원센터
    - 콘텐츠창업보육센터
    - 광주영상복합문화관
    - 세계광엑스포주제관

  - 인재창업팀
    - 1인창업 & 시니어프라자
- 전략사업단

## 같이 보기
- 광주광역시청
- 광주CGI센터
- 문화체육관광부
- 방송통신위원회
- 광주영상복합문화관
- 세계광엑스포주제관
- 부산정보산업진흥원
- 대구디지털산업진흥원
- 인천정보산업진흥원
- 대전문화산업진흥원
- 강원정보문화진흥원
- 경기콘텐츠진흥원
- 경남문화콘텐츠진흥원
- 충남문화산업진흥원
- 전북디지털산업진흥원
- 전남문화산업진흥원
- 제주지식산업진흥원